# Дереализационно разстройство
Дереализационното разстройство (или деперсонализационен синдром) e психично заболяване, при което лицето се оплаква, че собствената му психична дейност, тяло и/или обкръжение са качествено променени – като че ли са нереални, отдалечени или автоматизирани. То може да има чувството, че вече не управлява собствените си мисли, представи и спомени; че движенията и поведението му някак си не са негови собствени; че тялото му изглежда безжизнено, отчуждено или по друг начин ненормално; че околната среда е загубила своите багри и живот и изглежда изкуствена, или е като сцена, върху която хората са актьори и играят инсценирани роли. В някои случаи, лицето може да има усещането като че ли наблюдава себе си от разстояние или като че ли е умрял. Сред всичките тези феномени, най-често срещано е оплакването от загуба на емоционалност. Пациентите, които имат това разстройство в чиста или изолирана форма са малко. Деперсонализационно-дереализационните явления се срещат по-често в рамките на депресивната болест, фобийното разстройство и обсесивно-компулсивното разстройство. Елементи на този синдром могат да се наблюдават при психично здрави индивиди в състояние на умора, сензорна депривация, халюциногенна интоксикация или като хипнагонни/хипнопомпни явления. Деперсонализационно-дереализационният синдром е също така феноменологично подобен на т.нар. „преживяване близо до смъртта“, свързано с моменти на изключителна опасност за живота.

## Симптоми
- Имате усещане, че вие и заобикалящата среда са нереални.
- Виждате заобикалящата среда сякаш през дифузна светлина или през мъгла.
- Усещате сякаш сте извън тялото си, отделен от него, като че ли стоите вие и вашето тяло един до друг, един над друг или един зад друг.
- Възприемате себе си като недействителни.
- Остра непоносимост към светлина и шум.
- Гледате сякаш през тунел.
- Усещате тялото си наедряло/намаляло на широчина.
- Усещате се залепени за пода.
- Стационарни обекти могат да изглеждат така, сякаш се движат.